# Pollein
Pollein (pron. fr. AFI: [pɔlɛ̃] ) è un comune italiano di 1 449 abitanti della Valle d'Aosta centro-meridionale.

## Geografia fisica

### Territorio

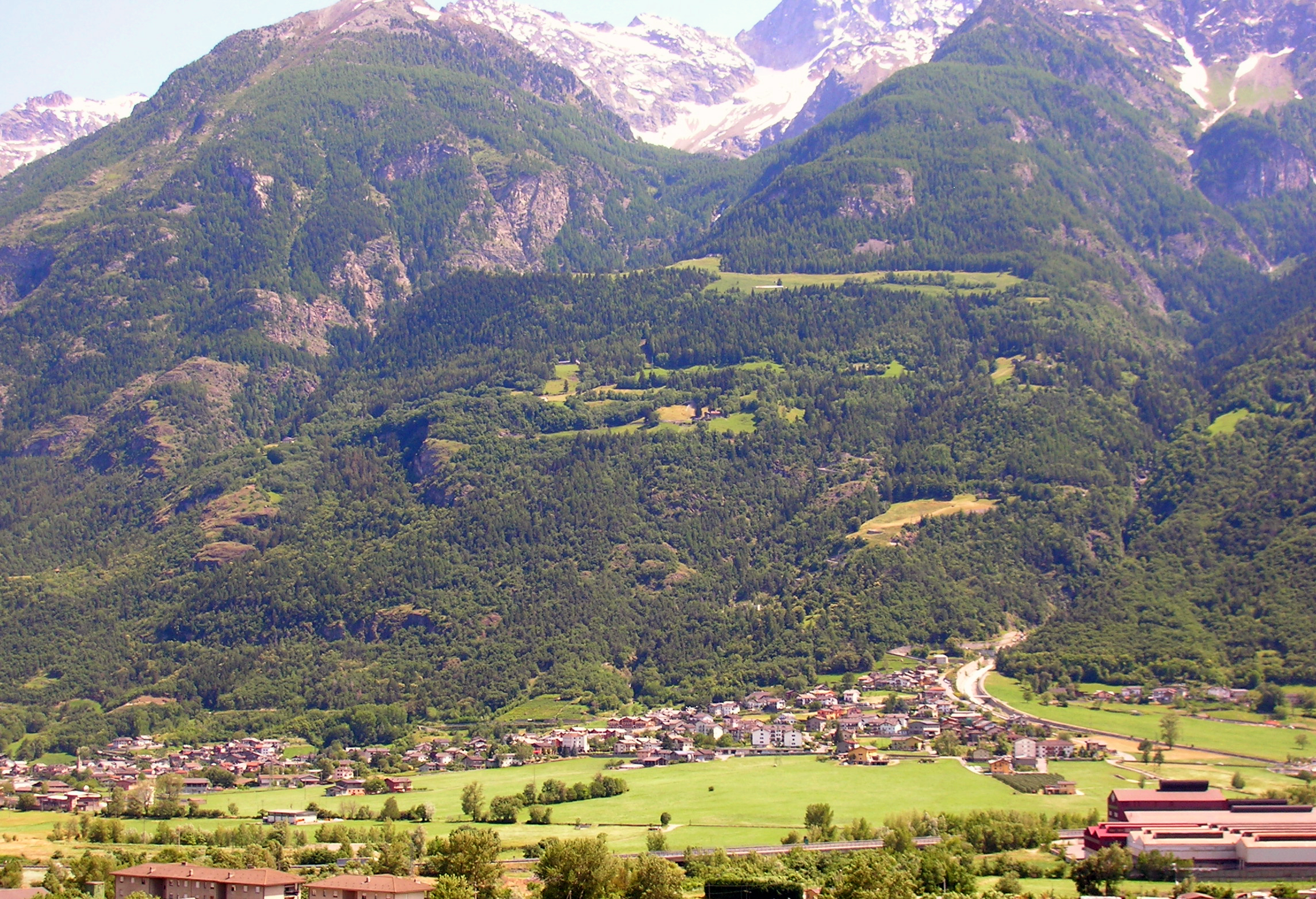
Pollein. Sulla destra, di quinta, la Cogne Acciai Speciali.

Il territorio di Pollein si estende all'envers della valle della Dora Baltea, a sud della Plaine d'Aoste.
Sul suo territorio si trovano una parte della zona industriale di Aosta, l'eliporto della Valle d'Aosta (località La Grand-Place), l'autoporto e il complesso commerciale "Les halles d'Aoste" (località L'Île-des-lapins).
- Classificazione sismica: zona 4 (sismicità molto bassa)[5].

## Storia

### Simboli
Lo stemma e il gonfalone sono stati concessi con decreto del presidente della Repubblica dell'8 maggio 1992.
Il puledro (in francese poulain) costituisce un'arma parlante per assonanza con il nome del comune. Gli smalti azzurro e argento sono quelli dominanti nello stemma della prevostura di Mont-Joux (Gran San Bernardo), dalla quale dipese la parrocchia di Pollein, dedicata a san Giorgio, dal XII al XVIII secolo (d'azzurro, a due monti rocciosi d'argento, sostenenti ciascuno una colonna dello stesso e accompagnati in capo da una stella d'oro).
Gli elementi nella bordatura sono ripresi dallo stemma dei signori di Nus, che possedevano a Pollein un castello, oggi scomparso (di rosso, a sei rose d'argento, tre e tre, alternate a sei gigli d'oro, tre e tre, tutti ordinati in fascia).

## Monumenti e luoghi d'interesse
In località La Grand-Place sono presenti un'area verde attrezzata di 10 ettari dove dal 1998 è esposta una collezione di 50 esemplari di rocce a rappresentare la varietà geologica della Valle d'Aosta e una sala conferenze.
Una targa commemorativa presso l'eliporto di Pollein, alla Grand-Place, ricorda l'incidente del 14 maggio 1973, in cui persero la vita sette alpini a causa di un guasto ad un elicottero militare, precipitato.
In località Le Château si trovava la casaforte di Pollein, nel 1318 di proprietà di Gotofredo di Nus (fr., Godefroy de Nus).

## Società

### Evoluzione demografica
Abitanti censiti

### Lingue e dialetti
Come nel resto della regione, anche in questo comune è parlato il patois valdostano.

## Cultura

### Biblioteche
In località Le Plan-des-Crêtes ha sede la biblioteca comunale.

### Eventi
- Fiera enogastronomica Le Bourg en Fête[11], a ottobre al villaggio Les Crêtes;
- 25 aprile: annuale Trofeo delle età di tsan

## Amministrazione

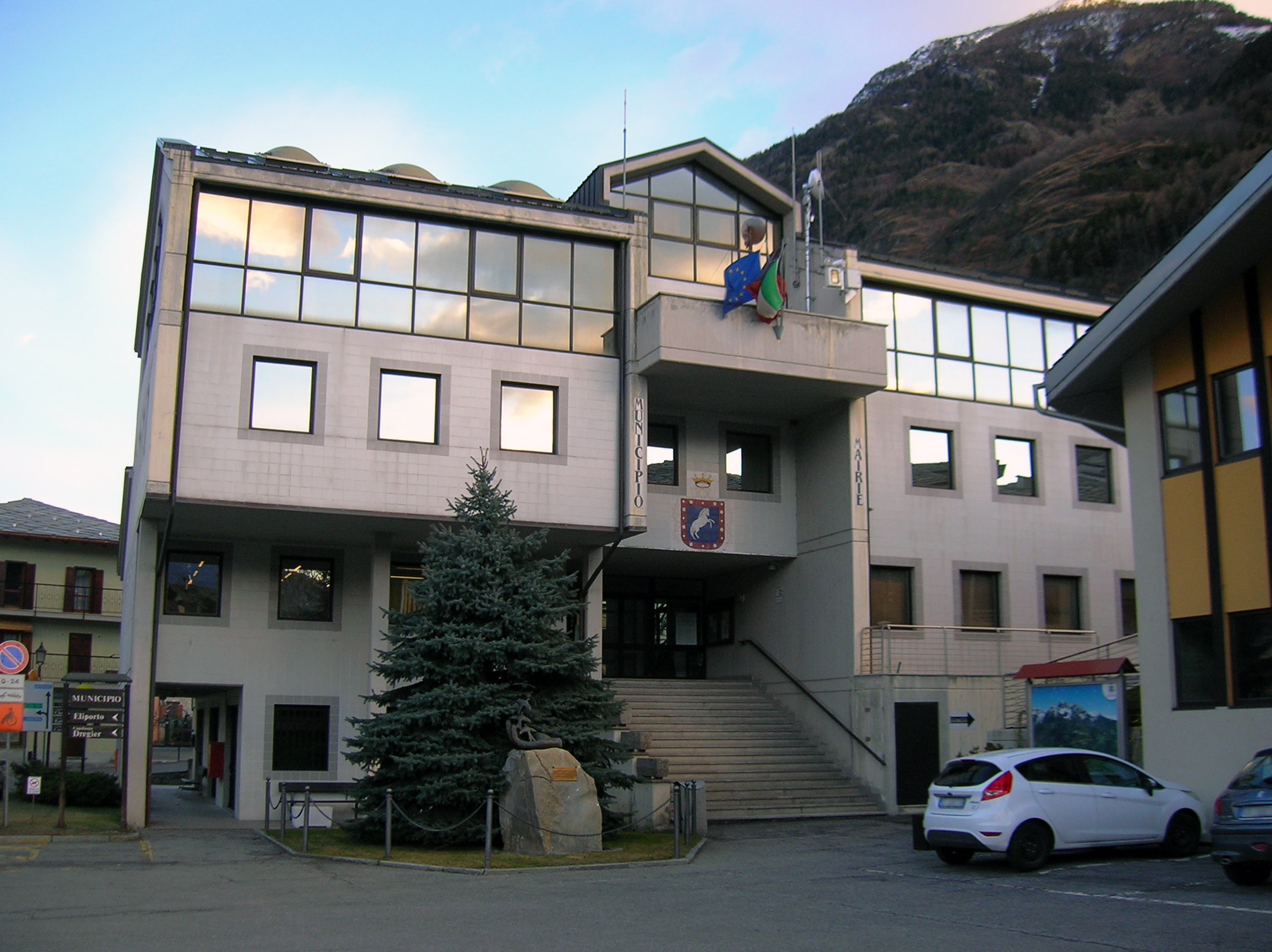
Il municipio di Pollein.

Fa parte dell'Unité des Communes valdôtaines Mont-Émilius.
Di seguito è presentata una tabella relativa alle amministrazioni che si sono succedute in questo comune.
| Periodo        | Periodo        | Primo cittadino   | Partito              | Carica  | Note   |
| -------------- | -------------- | ----------------- | -------------------- | ------- | ------ |
| 12 giugno 1985 | 21 maggio 1990 | Lorenzo Ménabréaz | -                    | Sindaco | [ 12 ] |
| 21 maggio 1990 | 15 luglio 1993 | Marco Viérin      | Democrazia Cristiana | Sindaco | [ 12 ] |
| 15 luglio 1993 | 29 maggio 1995 | Leo Brun          | -                    | Sindaco | [ 12 ] |
| 29 maggio 1995 | 8 maggio 2000  | Paolo Gippaz      | -                    | Sindaco | [ 12 ] |
| 8 maggio 2000  | 9 maggio 2005  | Paolo Gippaz      | lista civica         | Sindaco | [ 12 ] |
| 9 maggio 2005  | 23 maggio 2010 | Paolo Gippaz      | lista civica         | Sindaco | [ 12 ] |
| 24 maggio 2010 | 24 giugno 2013 | Luca Bianchi      | lista civica         | Sindaco | [ 12 ] |
| 24 giugno 2013 | 11 maggio 2015 | Angelo Filippini  |                      | Sindaco | [ 12 ] |
| 11 maggio 2015 | in carica      | Angelo Filippini  |                      | Sindaco | [ 12 ] |

## Sport
In questo comune si gioca a tsan, fiolet, palet e rebatta, caratteristici sport tradizionali valdostani.

## Galleria d'immagini

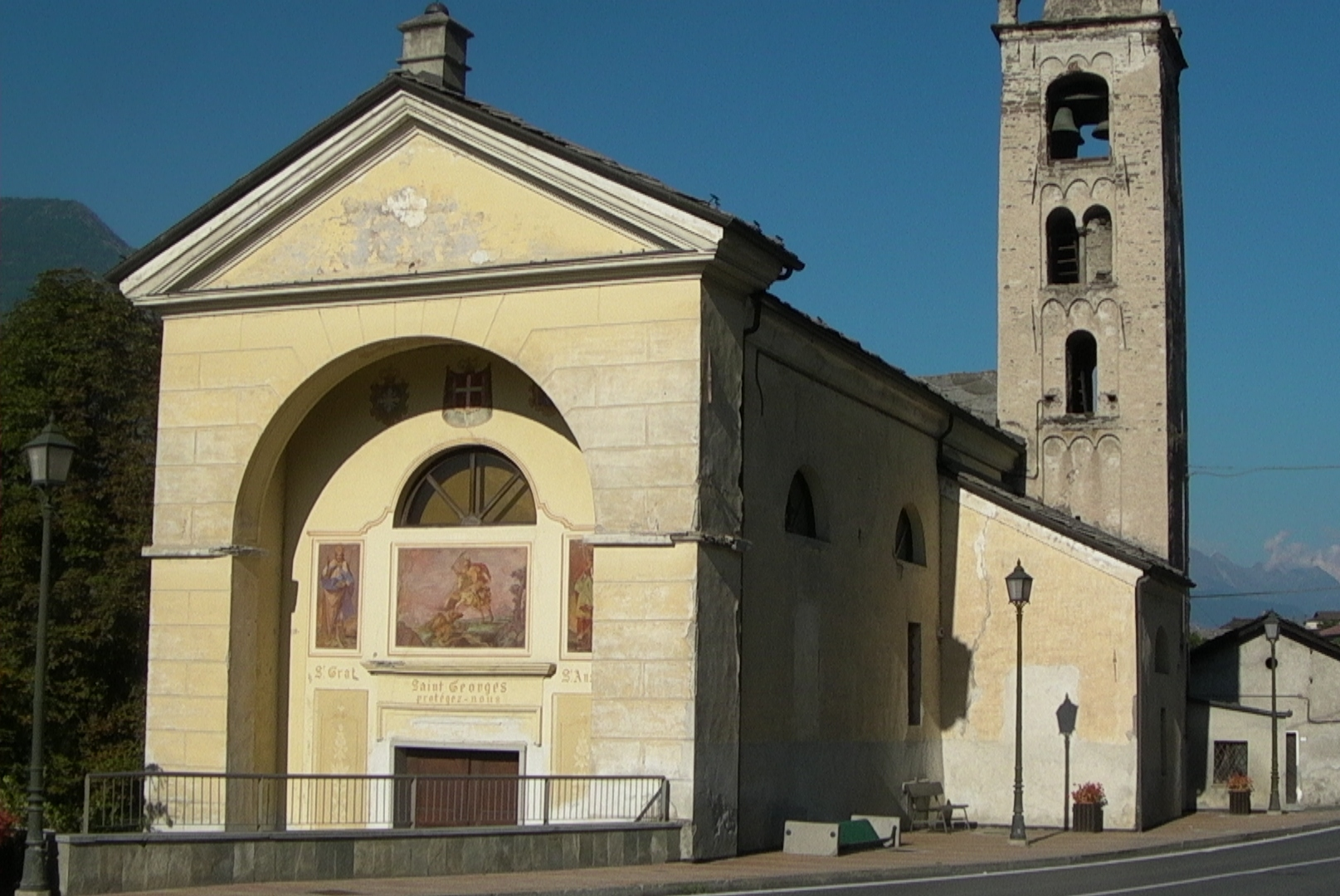
Chiesa parrocchiale di Pollein
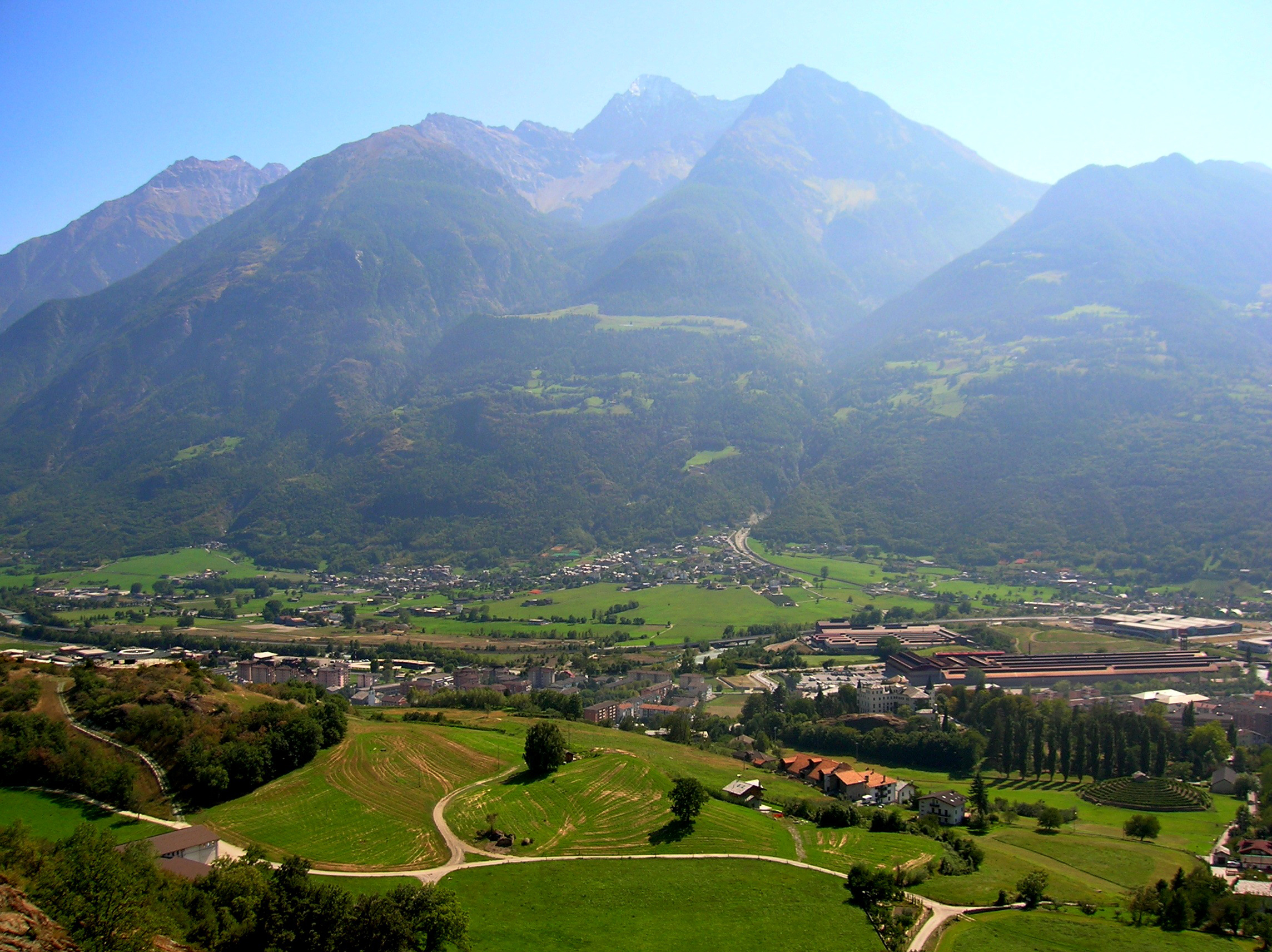
Panorama di Pollein nella plaine
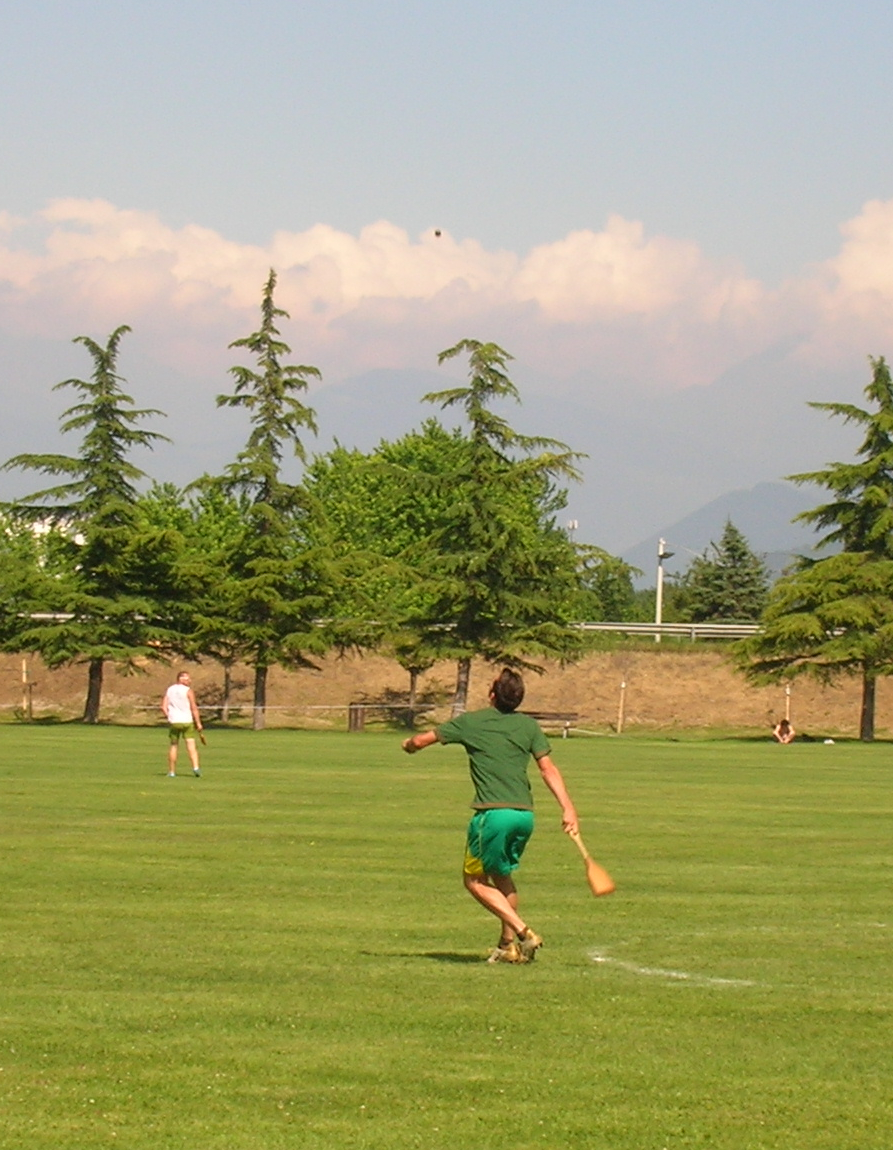
Giocatore di tzan nell'area verde della Grand-Place durante una Giornata di avvicinamento allo sport di giugno 2012
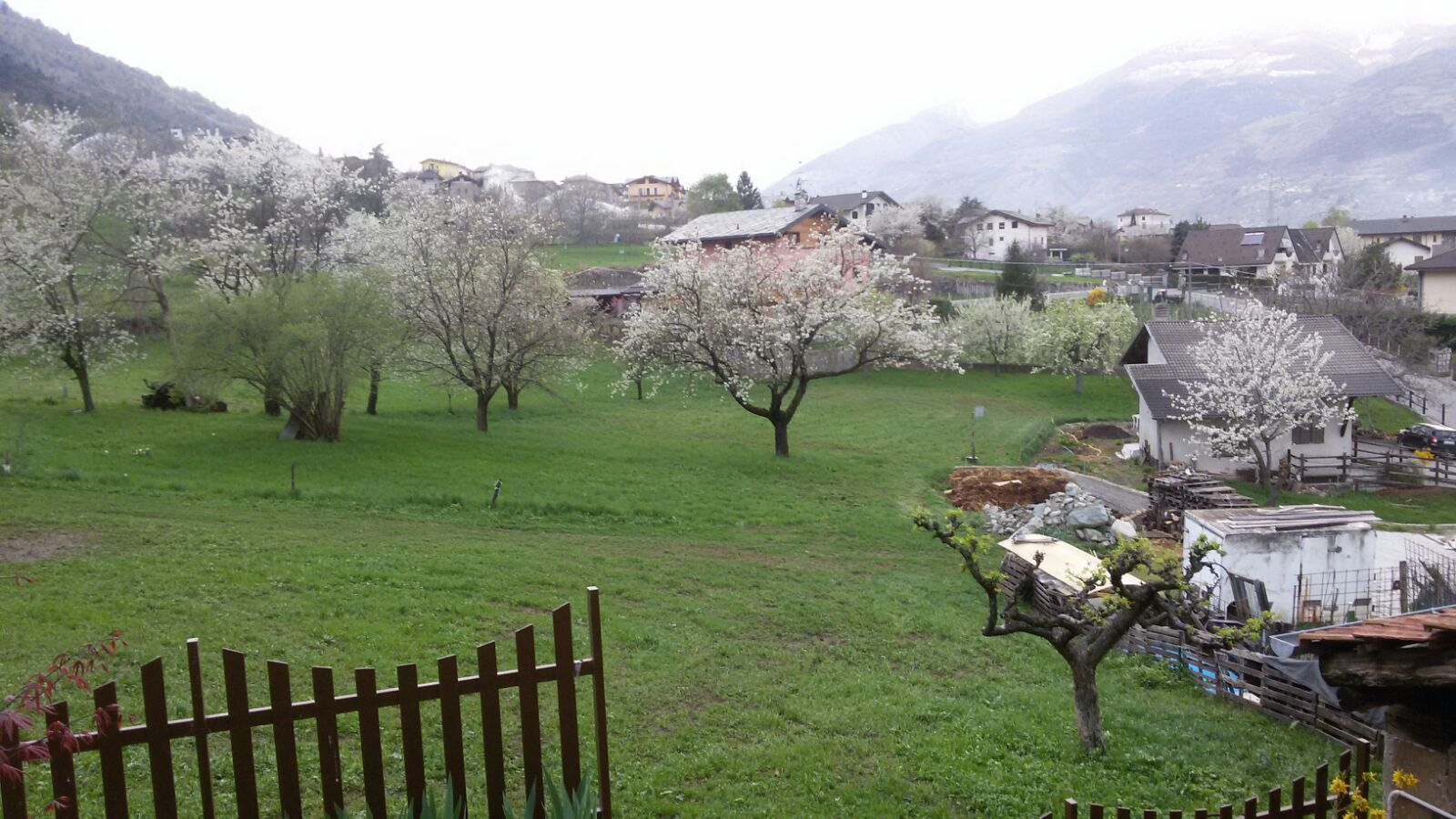
Frutteti alle Crêtes

## Filmografia
- Pollein: un comune della cintura di Aosta di Patrizio Vichi, 2002